# Luigi Weiss
Luigi Weiss (ur. 17 grudnia 1951 w Vattaro) – włoski biathlonista, brązowy medalista mistrzostw świata.

## Kariera
Największy sukces w karierze osiągnął na mistrzostwach świata w Ruhpolding w 1979 roku. Wywalczył tam brązowy medal w sprincie, plasując się za Frankiem Ullrichem z NRD i Norwegiem Oddem Lirhusem. Był też między innymi siódmy w tej samej konkurencji podczas mistrzostw świata w Hochfilzen rok wcześniej.
W 1976 roku wystartował na igrzyskach olimpijskich w Innsbrucku, gdzie w swoim jedynym starcie zajął szóste miejsce w sztafecie. Brał również udział w igrzyskach w Lake Placid cztery lata później, zajmując 18. miejsce w sprincie oraz 9. miejsce w sztafecie.
W zawodach Pucharu Świata zadebiutował 14 stycznia 1978 roku w Ruhpolding, zajmując siódme miejsce w sprincie. Tym samym już w debiucie zdobył pierwsze punkty. Na podium zawodów tego cyklu jedyny raz stanął 31 stycznia 1979 roku w tej samej miejscowości, zajmując podczas mistrzostw świata trzecie miejsce w sprincie. Najlepsze wyniki osiągnął w sezonie 1977/1978, kiedy zajął 12. miejsce w klasyfikacji generalnej.

## Osiągnięcia

### Igrzyska olimpijskie
| Rok  | Miejscowość | Konkurencje | Konkurencje | Konkurencje | Konkurencje | Konkurencje | Konkurencje | Konkurencje |
| Rok  | Miejscowość | IN          | SP          | PU          | MS          | RL          | MR          | SR          |
| ---- | ----------- | ----------- | ----------- | ----------- | ----------- | ----------- | ----------- | ----------- |
| 1976 | Innsbruck   | –           | nd.         | nd.         | nd.         | 6.          | nd.         | –           |
| 1980 | Lake Placid | –           | 18.         | nd.         | nd.         | 9.          | nd.         | –           |

### Mistrzostwa świata
| Rok  | Miejscowość | Konkurencje | Konkurencje | Konkurencje | Konkurencje | Konkurencje | Konkurencje | Konkurencje |
| Rok  | Miejscowość | IN          | SP          | PU          | MS          | RL          | MR          | SR          |
| ---- | ----------- | ----------- | ----------- | ----------- | ----------- | ----------- | ----------- | ----------- |
| 1975 | Anterselva  | 49.         | –           | nd.         | nd.         | –           | nd.         | –           |
| 1977 | Vingrom     | 25.         | 27.         | nd.         | nd.         | 7.          | nd.         | –           |
| 1978 | Hochfilzen  | 11.         | 7.          | nd.         | nd.         | 8.          | nd.         | –           |
| 1979 | Ruhpolding  | 57.         | 3.          | nd.         | nd.         | 5.          | nd.         | –           |
| 1981 | Lahti       | 36.         | 38.         | nd.         | nd.         | 9.          | nd.         | –           |
| 1982 | Mińsk       | 37.         | 14.         | nd.         | nd.         | 5.          | nd.         | –           |
| 1983 | Anterselva  | –           | 27.         | nd.         | nd.         | 10.         | nd.         | –           |

### Puchar Świata

#### Miejsca w klasyfikacji generalnej
| Sezon     | Miejsce |
| --------- | ------- |
| 1977/1978 | 12.     |
| 1978/1979 | ?       |
| 1979/1980 | ?       |
| 1980/1981 | -       |
| 1981/1982 | 14.     |
| 1982/1983 | -       |
| 1983/1984 | -       |

#### Miejsca na podium chronologicznie
| Lp. | Dzień       | Rok  | Miejscowość | Konkurencja     | Lokata | Pudła | Czas biegu | Strata  | Zwycięzca     |
| --- | ----------- | ---- | ----------- | --------------- | ------ | ----- | ---------- | ------- | ------------- |
| 1.  | 31 stycznia | 1978 | Ruhpolding  | Sprint na 10 km | 3.     | 0+2   | 40:35,3    | +1:11,0 | Frank Ullrich |